# Sclerotiniaceae
Famille
Taxons de rang inférieur
- Voir le texte

Les sclérotiniacées sont une famille de champignons appartenant à l'ordre des helotiales qui se propagent par sclérotes ou stroma. Ce sont tous des parasites nécrotrophes causant des dégâts importants aux tissus parenchymateux d'un grand nombre de cultures.

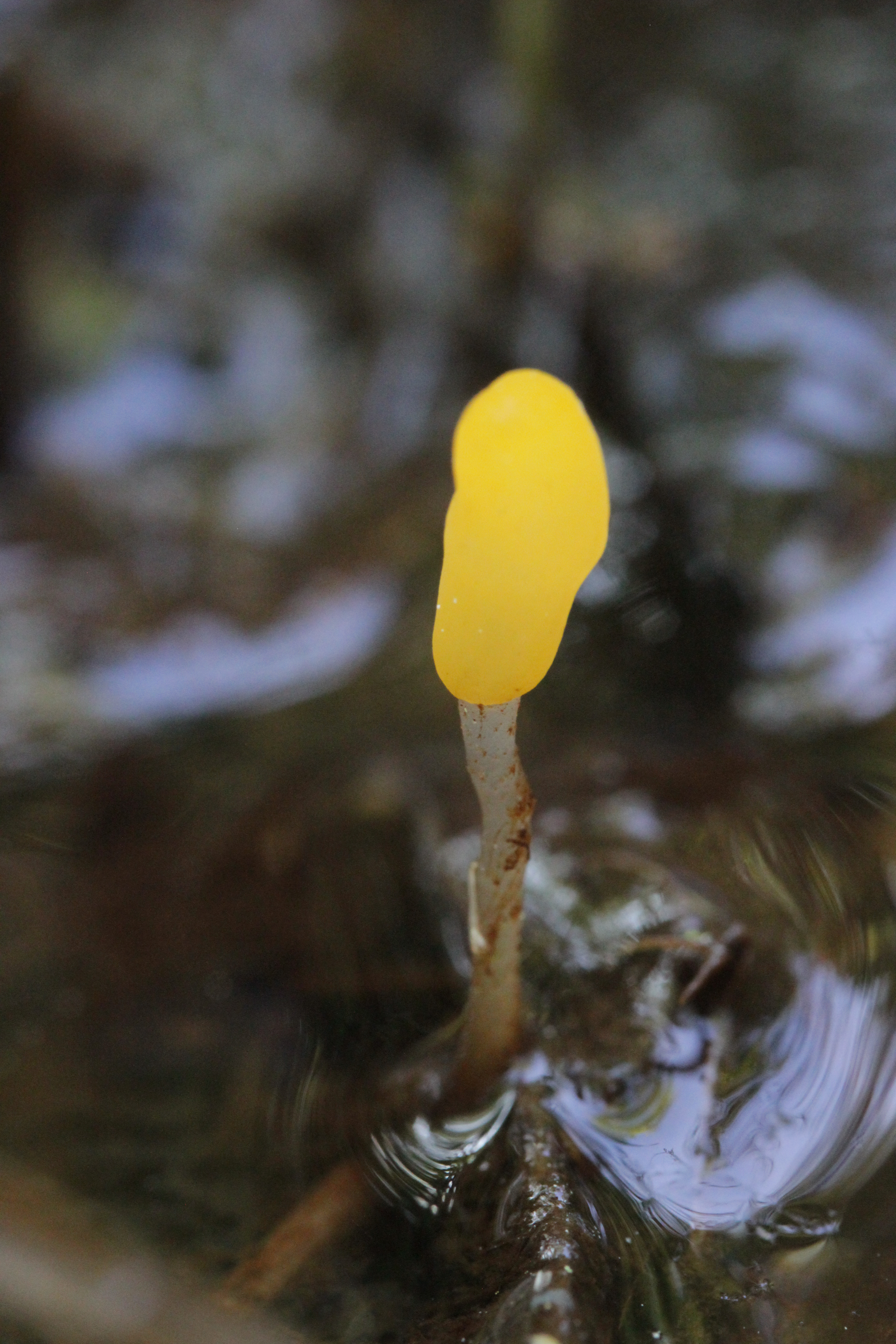
Mitrula paludosa

## Liste des genres
Selon Catalogue of Life (27 juillet 2017) :
- genre Acarosporium
- genre Amerosporium
- genre Amphobotrys
- genre Asterocalyx
- genre Botryophialophora
- genre Botryotinia
- genre Botrytis
- genre Chaetalysis
- genre Ciboria
- genre Ciborinia
- genre Ciboriopsis
- genre Cristulariella
- genre Cudoniopsis
- genre Dicephalospora
- genre Dumontinia
- genre Elliottinia
- genre Encoelia
- genre Epochnium
- genre Grovesinia
- genre Haplaria
- genre Hinomyces
- genre Hymenotorrendiella
- genre Kohninia
- genre Martininia
- genre Membranatheca
- genre Mitrula
- genre Mitrulinia
- genre Moellerodiscus
- genre Monilia
- genre Monilinia
- genre Moserella
- genre Mycopappus
- genre Myrioconium
- genre Myriosclerotinia
- genre Nervostroma
- genre Ovulinia
- genre Ovulitis
- genre Phaeangella
- genre Phaeosclerotinia
- genre Phibalis
- genre Phymatotrichum
- genre Poculinia
- genre Pseudociboria
- genre Pycnopeziza
- genre Redheadia
- genre Rhacodiella
- genre Sclerocrana
- genre Sclerotinia
- genre Seaverinia
- genre Septotis
- genre Streptobotrys
- genre Streptotinia
- genre Stromatinia
- genre Thyriochaetum
- genre Torrendiella
- genre Valdensia
- genre Valdensinia
- genre Verrucobotrys
- genre Zoellneria

Selon ITIS (27 juillet 2017) :
- genre Botryophialophora Linder, 1944
- genre Botryotinia Whetzel, 1945
- genre Botrytis E. M. Fries, 1832
- genre Coprotinia Whetzel, 1944
- genre Martininia Dumont & Korf, 1970
- genre Monilia C. H. Persoon Ex Fries, 1832
- genre Monilinia E. E. Honey, 1928
- genre Ovulitis